# Runaway (chanson des Corrs)
Pour les articles homonymes, voir Runaway.
Singles de The Corrs
Forgiven, Not Forgotten
(1996)
Runaway est une chanson écrite, composée et interprétée par le groupe pop rock irlandais The Corrs. Premier single de la carrière du groupe sorti le 1er septembre 1995, il est extrait de l'album Forgiven, Not Forgotten.
Runaway connaît le succès dans plusieurs pays, notamment en Irlande et en Australie où la chanson se classe dans top 10 des meilleures ventes. Au Royaume-Uni elle ne dépasse pas la 49e place, mais une version sensiblement remixée par le groupe Tin Tin Out (en), sortie en single le 15 février 1999, atteint la 2e position des charts britanniques. Cette version est incluse dans l'édition spéciale de l'album Talk on Corners.

## Classements hebdomadaires
| Classement (1995-1996)                     | Meilleure position |
| ------------------------------------------ | ------------------ |
| Allemagne (GfK Entertainment)              | 89                 |
| Australie (ARIA)                           | 10                 |
| Canada (RPM Adult Contemporary)            | 2                  |
| Canada (RPM Top Singles)                   | 25                 |
| Écosse (OCC)                               | 54                 |
| États-Unis (Billboard Hot 100)             | 68                 |
| États-Unis (Hot Adult Contemporary Tracks) | 20                 |
| Irlande (IRMA)                             | 10                 |
| Nouvelle-Zélande (RMNZ)                    | 48                 |
| Royaume-Uni (UK Singles Chart)             | 49                 |

Version remixée
| Classement (1999)              | Meilleure position |
| ------------------------------ | ------------------ |
| Écosse (OCC)                   | 3                  |
| Royaume-Uni (UK Singles Chart) | 2                  |

## Certifications
| Pays              | Certification | Unités certifiées |
| ----------------- | ------------- | ----------------- |
| Australie (ARIA)  | Or            | 35 000            |
| Royaume-Uni (BPI) | Or            | 400 000           |